# L'Enfant aux trois yeux
L'Enfant aux trois yeux (三つ目がとおる, Mitsume ga tōru) est un shōnen manga d'Osamu Tezuka. Il a été prépublié au Japon dans les pages du Shūkan shōnen mangashi entre l'année 1974 et le mois de mai 1978. En France, Asuka l'a publié à partir d'octobre 2005.
L'auteur remporta pour ce manga et pour Blackjack le Prix du manga Kōdansha en 1977.
L'Enfant aux trois yeux à également connu un téléfilm d'animation produit par Toei Animation en 1985, et une série télévisée animée produite par Tezuka Productions, diffusée d'octobre 1990 à septembre 1991.

## Synopsis
Sharaku est le descendant d'une très ancienne tribu mythique, les « trois-yeux », qui aurait vécu au Japon 10 000 ans avant notre ère. Ces trois-yeux sont dotés d'une intelligence extraordinaire, leur permettant de confectionner toute sorte d'outils ou de machines rapidement, et ce grâce à leur troisième œil.
Ce manga traite implicitement (en plus des périples de Sharaku dans la vie moderne), via le passé des trois-yeux, de l'apogée et de la décadence possible d'une société.

## Personnages
- Hosuke Sharaku
Il est le dernier survivant de la tribu aux trois yeux. Le troisième œil qu'il porte sur le front lui donne une intelligence surhumaine et des pouvoirs psychiques. Mais cet œil est généralement caché sous un pansement adhésif et quand c'est le cas, Sharaku est un garçon gentil, obéissant et un peu simplet. Cependant, lorsque le pansement est décollé et que le troisième œil apparaît, il se transforme en un personnage féroce et malin. Il possède une lance appelée "condor rouge".
Son nom ressemble à la prononciation japonaise de Sherlock Holmes.
- Chiyoko Wato
Une camarade de classe de Sharaku qui incarne à la fois sa meilleure amie et son amour. Elle est généralement surnommée "Wato-san" (和登さん). C'est une écolière sûre d'elle et quelque peu violente. Elle joue régulièrement un rôle important en contrecarrant les plans de domination mondiale de Sharaku.
Son nom fait référence à l'assistant de Sherlock Holmes, Watson.
- Dr. Kemmochi
Le père adoptif de Sharaku.
- Higeoyaji
Le propriétaire de la boutique de ramen "Rairaiken" et un bon ami de Kenmochi. Quand nécessaire, Higeoyaji s'occupe de Sharaku, qui ne peut pas être laissé seul lorsque son père est absent. Sharaku aide occasionnellement dans la boutique, mais sa nature distraite et sa maladresse causent généralement des problèmes au propriétaire.
Son surnom signifie "vieil homme moustachu". Il fait partie du Star Sysem de Tezuka .
- Inspecteur de police Unmei
Il est le chef de la police et l'un des quelques personnages à avoir vu Sharaku en action en tant que « trois-yeux ». Il est un personnage récurrent à la fois dans le manga et l'animé.

## Liste des volumes
- L'Enfant aux trois yeux, Asuka, coll. « Le meilleur d'Osamu Tezuka ». En 8 volumes :

| no | Français       | Français      |
| no | Date de sortie | ISBN          |
| --- | -------------- | ------------- |
| 1 | Octobre 2005   | 2-84965-089-7 |
| Liste des chapitres : - 1er épisode : L'Enfant aux trois yeux entre en scène - 2e épisode : L'énigmatique troisième œil - 3e épisode : L'étrange maternité - 4e épisode : Mystère autour de la pierre de sakabune - 5e épisode : La prison souterraine de la résidence Jumyo'in - 6e épisode : Pyramid connection - 7e épisode : Les rochers-époux se sont unis - 8e épisode : Les serpents dans le camp - 9e épisode : L'épée royale - 10e épisode : Tumulte autour d'un OVNI - 11e épisode : Le monstre du marais Ohagura - 13e épisode : L'énigme du kaizuka - 12e épisode : Bumbuku s'évade |                |               |
| 2 | Janvier 2006   | 2-84965-103-6 |
| Liste des chapitres : - 1er épisode : Le colis trop lourd - 2e épisode : L’oiseau de paradis - 3e épisode : Le mystère du sanctuaire - 4e épisode : Le trésor au fond du lac - 5e épisode : Un héritage explosif - 6e épisode : Bienvenue au profanateur de tombe - 7e épisode : Tricher à l'examen - 8e épisode : Le prince de la pègre - 9e épisode : La nourriture divine - 10e épisode : Le grand show des squelettes - 11e épisode : Miracle dans la tour |                |               |
| 3 | mars 2006      | 2-84965-104-4 |
| Liste des chapitres : - 1er épisode : Le secret de Ghrîb 1 - 2e épisode : Le secret de Ghrîb 2 - 3e épisode : Le secret de Ghrîb 3 - 4e épisode : Le secret de Ghrîb 4 - 5e épisode : Le secret de Ghrîb 5 - 6e épisode : Une histoire de chien - 7e épisode : Le magicien - 8e épisode : La vallée de la résurrection - 9e épisode : Le mystérieux tas flottant |                |               |
| 4 | mai 2006       | 2-84965-104-4 |
| Liste des chapitres : - 1er épisode : Bolbok, la plante monstrueuse - 1re partie : Un pilier surgit de terre ! - 2e épisode : Bolbok, la plante monstrueuse - 2e partie : Enfermés - 3e épisode : Bolbok, la plante monstrueuse - 3e partie : Nouvelle disparition - 4e épisode : Bolbok, la plante monstrueuse - 4e partie : Vers les confins, à l'écart du monde - 5e épisode : Bolbok, la plante monstrueuse - 5e partie : La plante qui maîtrise toutes les autres - 6e épisode : Bolbok, la plante monstrueuse - 6e partie : Sharaku ivre - 7e épisode : Bolbok, la plante monstrueuse - 7e partie : La défense de Bolbok - 8e épisode : Bolbok, la plante monstrueuse - 8e partie : Une pluie d'eau de mer |                |               |
| 5 | mai 2006       | 2-84965-106-0 |
| Liste des chapitres : - 1er épisode : Voyage à l'île de Pâques - Épisode 1 : Prologue - 2e épisode : Voyage à l'île de Pâques - Épisode 2 : Le vaisseau fantôme - 3e épisode : Voyage à l'île de Pâques - Épisode 3 : Le premier voyage - 4e épisode : Voyage à l'île de Pâques - Épisode 4 : Le deuxième voyage - 5e épisode : Voyage à l'île de Pâques - Épisode 5 : Les pierres à doser |                |               |
| 6 | mai 2006       | 2-84965-107-9 |
| 7 | novembre 2006  | 2-84965-108-7 |
| Liste des chapitres : - 1er épisode : La cité souterraine - Épisode 1 : La seule et unique amie - 2e épisode : La cité souterraine - Épisode 2 : La boîte à trésor de Sharaku - 3e épisode : La cité souterraine - Épisode 3 : À la recherche des poteries - 4e épisode : La cité souterraine - Épisode 4 : La cité souterraine - 5e épisode : La cité souterraine - Épisode 5 : Les profanateurs de sépultures - 6e épisode : La cité souterraine - Épisode 6 : La fin de l'histoire emportée - 7e épisode : Les voitures mère et fille - 8e épisode : Les sphères de granit - 9e épisode : L'héritage d'Urashima Tarô - 10e épisode : Le mont tonnerre pleure - 11e épisode : Smash d'adieu                    |                |               |
| 8 | janvier 2007   | 2-84965-109-5 |

## Anime
Le manga est adapté en anime de 48 épisodes de 24 minutes sous le même titre. Réalisé par Tezuka Productions, il est diffusé pour la première fois du 18 octobre 1990 au 21 septembre 1991,.

### Doublage
| Personnages    | Personnages    | Voix japonaises |
| -------------- | -------------- | --------------- |
| Hosuke Sharaku | Hosuke Sharaku | Kazue Ikura     |
| Chiyoko Wato   | Chiyoko Wato   | Naoko Matsui    |
| Dr. Kemmochi   | Dr. Kemmochi   | Shunsuke Shima  |
| Higeoyaji      | Higeoyaji      | Kenichi Ogata   |
| Unmei          | Unmei          | Kazuo Kumakura  |

 Sauf indication contraire, les informations mentionnées dans cette section peuvent être confirmées par la base de données cinématographiques IMDb,  présente dans la section « Liens externes ».

### Thèmes des Génériques
- Thème générique d'ouverture : Boomeran d'hatena (chanteuse: Tomoko Tokugaki)
- Thème générique de fin : Enduit adhésif par un peu de magie (chanteuse: Anna Nakajima)